# (6627) 1981 FT
1981 أف تي (ويعرف أيضًا باسم (6627) 1981 أف تي وفق تسمية الكوكب الصغير) (بالإنجليزية: 1981 FT)‏ هو كويكب ضمن حزام الكويكبات؛ وترتيبه 6627 من حيث الاكتشاف.
اكتُشف هذا الجُرم الفلكي بواسطة Zdeňka Vávrová ‏ في 27 مارس 1981.

## وصلات خارجية
- (6627) 1981 FT في قاعدة بيانات مختبر الدفع النفاث لأجرام النظام الشمسي الصغيرة

- الاكتشاف · مخطط المدار ·  العناصر المدارية · المعلمات المادية

- (6627) 1981 FT على موقع ويكي سكاي: DSS2, SDSS, GALEX, IRAS, Hydrogen α, X-Ray, Astrophoto, Sky Map, Articles and images